# Формовка
Формо́вка — технологический процесс изготовления форм, придания формы воплощается в огромном спектре разнообразных производств. В литейном производстве применяется как при самом литье, так и при изготовлении форм для литья. При изготовлении железобетонных изделий, используют процессы экструзии, виброформования, послойного виброформования. В пищевой промышленности — это хлебопечение, кондитерское производство. Широко используются технологии формовки листовых материалов.

## Литейное производство
При литейном производстве формовкой изготавливают литейные формы. Процесс может выполняться как ручным, так и машинным способом. Применение ручной формовки характерно для единичного и мелкосерийного производства, машинной, осуществляемой с помощью автоматических линий и другого специального формовочного оборудования, — для серийного, крупносерийного и массового производства.
Машинная формовка обеспечивает более высокое качество и точность отливок. Ручная формовка бывает нескольких видов: в опоках, в почве по литейным моделям (которая, в свою очередь, делится на закрытую и открытую), в литейных стержнях, по скелетным моделям и по шаблону. Из всех указанных видов наиболее распространена почвенная формовка, применяемая в основном для получения тяжёлых отливок крупного размера, но, пусть и реже, и для мелких.
Для осуществления почвенной отливки необходимы разработка грунта в полу цеха и последующее устройство бетонных кессонов и ям, предназначенных для защиты будущей формы от грунтовых вод, на дно которых укладывается так называемая «постель» — слой того или иного газонепроницаемого материала. В случае приготовления мелких отливок в роли такого материала выступает мягкая разрыхлённая смесь из песка и глины, для крупных используются жёсткие постели из кусковых материалов, чаще всего из шлака. Для вывода из постелей газов, которые образуются при заливке формы, устраивается система каналов, которые в случае мягкой постели образованы изогнутой стальной иглой, а в случае жёсткой — стальными трубами. Открытая почвенная формовка предполагает размещение формы полностью в почве, тогда как при закрытой, которая применяется в случае повышенных требований к шероховатости верхней поверхности отливок, используется нижняя почвенная полуформа, которая сверху накрывается другой полуформой, опочной. Точность при почвенной формовке невысока, а трудоёмкость, наоборот, очень велика.
Формовка по шаблону применяется для единичных крупных отливок — шкивов, крышек, чаш и других, имеющих форму тел вращения. Целесообразность этого вида формовки заключается в том, что таким образом можно не использовать сплошную деревянную модель, заменив её плоскими фигурными шаблонами из дерева, гораздо более дешёвыми, и, вращая их относительно оси — шпинделя, получить полость литейной формы. Формовка в опоках предназначена для получения однотипных отливок небольшими партиями. Формовка по скелетной модели является, по сути, вариантом формовки по шаблону, но деревянная модель при ней заменяется фасонным каркасом с полостью и ячейками, заполненными ещё перед началом процесса формовки формовочной смесью. Формовка в стержнях применяется редко — для отливок сложной конфигурации, для которых невозможно или неэкономично применять модели. Стержни, устанавливаемые в сборные металлические жакеты, предназначены для оформления внешних и внутренних очертаний отливки.

## Формовка бетонных изделий на технологических линиях формования
Методы Формовки бетонных и железобетонных изделий:
- агрегатно-поточная технология в формах;
- безопалубочное формование на стендах (технологических линиях) с использованием формующих машин (агрегатов).